# 鯨背岩
63°39′S 59°4′W / 63.650°S 59.067°W
鯨背岩（英語：Whaleback Rocks）是南極洲的岩石，位於特里尼蒂半島北岸，處於布萊克島以西3.7公里，在1948年由英國研究隊繪入地圖，現時由南極條約體系管理。